# Declinometro

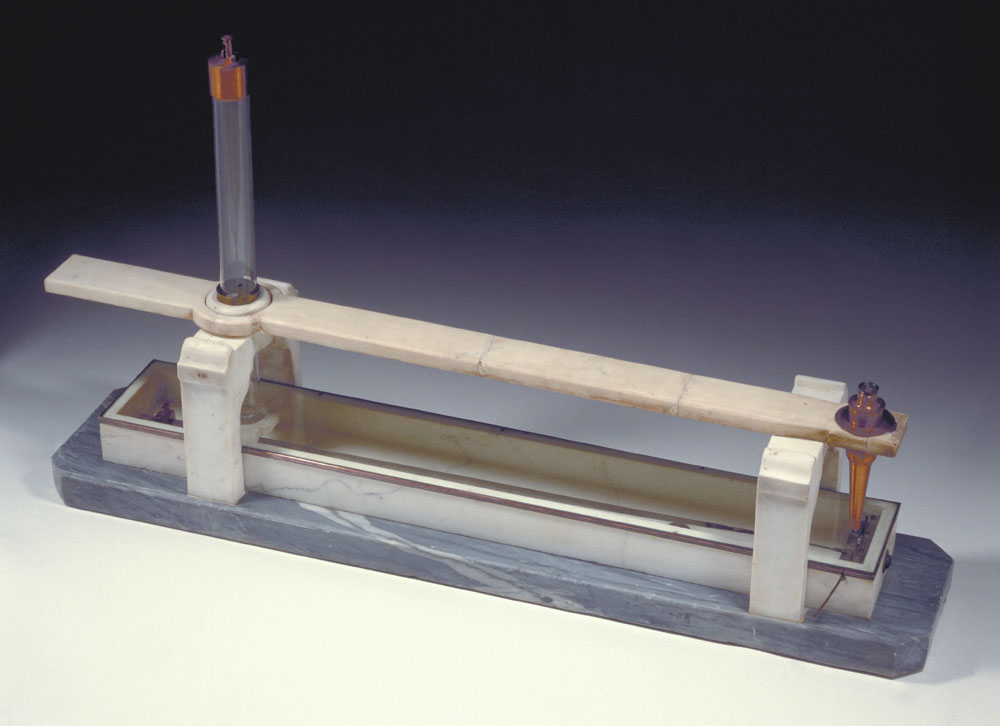
Declinometro di Charles Augustin de Coulomb al Museo Galileo, Firenze.

Il declinometro è uno strumento che permette di determinare la direzione del campo magnetico nel piano orizzontale.